# Прибой (завод)
ОАО «Таганрогский завод „Прибой“» — приборостроительный завод в Таганроге, одно из ведущих приборостроительных предприятий страны. Специализация — разработка и серийное изготовление гидроакустического вооружения для ВМФ.

## Названия завода с момента создания
- с 1939 по 1966 — Предприятие п/я № 32[3]
- с 1966 по 1993 — Таганрогский завод «Прибой»
- с 1993 по наст. время — ОАО «Таганрогский завод „Прибой“»

## История завода
Решение о строительстве приборостроительного завода в Таганроге было принято СНК СССР и ЦК ВКП(б) 17 декабря 1939 года. До начала Великой Отечественной войны было определено место для строительства, разработан проект завода.
Изначально завод «Прибой» проектировался для производства военной техники, и в качестве основной номенклатуры были выбраны автоматы торпедной стрельбы.
Существует также версия, согласно которой правительство страны намеревалось построить на этом месте танковый завод, в целях реализации плана перевооружения армии, разработанного Михаилом Тухачевским. Броневой лист для танков должен был поставлять Таганрогский металлургический завод.
Однако война внесла свои коррективы, и в период своего становления, с 1946 по 1952 год) завод выпускал радиолокационные станции, единичные образцы, в основном —  копии зарубежных радиолокаторов. Окончательная специализация завода определилась к середине 50-х годов: гидроакустические системы для надводных кораблей всех классов и атомных подводных лодок второго поколения, корабельные радиолокационные станции радиотехнического противодействия, учебно-тренировочные устройства для подготовки гидроакустиков.
В 2023 году, из-за российского вторжения на Украину, завод попал под санкции США, Швейцарии и Японии.

## Директора завода
- с 2019 по наст. время — А. В. Воскресенский[2]
- с 2010 по 2019 — А. И. Деркунский[2]
- с 2003 по 2010 — А. А. Киселёв
- с 1978 по 2003 — А. И. Дыгай[8]
- с 1969 по 1978 — И. И. Низенко
- с 1961 по 1969 — А. А. Передельский
- с 1950 по 1961 — Г. И. Чернов[9]
- с 1946 по 1950 — Ф. Н. Муравин